# Associazione Sportiva Biellese 1963-1964
Questa voce raccoglie le informazioni riguardanti l'Associazione Sportiva Biellese nelle competizioni ufficiali della stagione 1963-1964.

## Rosa
| N. |                   | Ruolo | Calciatore        |
| -- | ----------------- | ----- | ----------------- |
|    | Italia (bandiera) | A     | Giampaolo Allasia |
|    | Italia (bandiera) | C     | Mario Boccalatte  |
|    | Italia (bandiera) | D     | Benito Boldi      |
|    | Italia (bandiera) | A     | Alfio Bonizzoni   |
|    | Italia (bandiera) | C     | Giorgio Brigo     |
|    | Italia (bandiera) |       | Buratti           |
|    | Italia (bandiera) | D     | Giorgio Garagiola |
|    | Italia (bandiera) | A     | Gianfranco Gazza  |
|    | Italia (bandiera) | P     | Roberto Gori      |
|    | Italia (bandiera) | C     | Coriano Granai    |

| N. |                   | Ruolo | Calciatore         |
| -- | ----------------- | ----- | ------------------ |
|    | Italia (bandiera) | D     | Italo Mancini      |
|    | Italia (bandiera) | C     | Sergio Menegotti   |
|    | Italia (bandiera) |       | Menozzi            |
|    | Italia (bandiera) | C     | Gualtiero Mosca    |
|    | Italia (bandiera) | C     | Giuseppe Nobili    |
|    | Italia (bandiera) | D     | Rocco Panio        |
|    | Italia (bandiera) | C     | Giuseppe Pasero    |
|    | Italia (bandiera) | A     | Antonio Pellegrini |
|    | Italia (bandiera) | A     | Romano Voltolina   |